# (100040) 1991 RQ17
(100040) 1991 RQ17 es un asteroide perteneciente al cinturón de asteroides, descubierto el 11 de septiembre de 1991 por Henry E. Holt desde el Observatorio del Monte Palomar, Estados Unidos.